# All-Ireland Senior Football Championship 1928
L'All-Ireland Senior Football Championship 1928 fu l'edizione numero 42 del principale torneo di calcio gaelico irlandese. Kildare batté in finale Cavan ottenendo il quarto trionfo della sua storia.

## Semifinali
| Cavan 26 agosto 1928 | Cavan | 0-04 – 2-05 | Sligo |  |

| Dublino 2 settembre 1928 | Kildare | 3-07 – 0-02 | Cork | Croke Park |

### Finale
| Dublino 30 settembre 1928 | Kildare | 2-06 – 2-05 | Cavan | Croke Park (24700 spett.) |